# Cuerno de Loreto
Cuerno de Loreto es un término geográfico utilizado para referirse a la parte más septentrional del territorio del Perú, que llega a rozar la línea ecuatorial, y al trifinio compartido con Colombia y Ecuador, obtiene su nombre del departamento al cual pertenece, y es considerada la zona más remota y una de las más de difícil acceso del país.

## Descripción
El término comenzó a popularizarse en los círculos judiciales, debido a la complejidad logística para llevar justicia a esa área, así como el peligro por tener presencia de grupos armados paramilitares extranjeros como las remanencias de las FARC.
El área del cuerno de Loreto esta cercado por los ríos Güepí y Napo al oeste y Putumayo al este. Solo se puede llegar al cuerno vía área y fluvial, solo Güepí cuenta con un aeródromo, con precio elevadísimo de pasaje.

### Zonas urbanas
Por su situación, las áreas urbanas son escasas en el cuerno de Loreto, siendo Güepí, Tres Fronteras y Soplín Vargas las localidades principales, todas fronterizas y la última funcionando como capital de distrito de Teniente Manuel Clavero en la provincia de Putumayo, dentro de Loreto.